# Gerhardt Csejka
Gerhardt Csejka (* 11. April 1945 in Zăbrani (deutsch Guttenbrunn), Königreich Rumänien; † 25. November 2022 in Berlin, Deutschland) war ein rumänischer Übersetzer und Essayist.

## Leben und Werk
Csejka studierte Germanistik und Rumänistik an der West-Universität Timișoara und war Redaktionsmitglied der in Bukarest erscheinenden deutschsprachigen Literaturzeitschrift Neue Literatur. Als Literaturkritiker stand er der Aktionsgruppe Banat um Richard Wagner, Rolf Bossert, Gerhard Ortinau, William Totok, Johann Lippet u. a. nahe. Bis zur Zerschlagung der Gruppe durch die Staatssicherheit Securitate verhalf er den Autoren regelmäßig zu Publikationen. 1975 geriet er zusammen mit einigen Mitgliedern der Gruppe für kurze Zeit in Untersuchungshaft. In den Folgejahren widmete er sich zunehmend der Übertragung rumänischer Literatur ins Deutsche. Er erhielt 1986 ein DAAD-Stipendium für das Berliner Künstlerprogramm. Anschließend ließ er sich in der Bundesrepublik Deutschland nieder und lebte ab 1989 in Frankfurt am Main.
Von 1992 bis 1999 gab er die Neue Literatur in einer neuen Folge als deutsches Forum der mittel-osteuropäischen Literatur in Frankfurt und Bukarest heraus und edierte unter anderem Länderschwerpunktausgaben zu Russland, Ex-Jugoslawien, Bosnien-Herzegowina, Rumänien, Slowakei und Bulgarien, womit er gesamteuropäische Impulse zu setzen versuchte.
Csejka hatte von 1990 bis 1992 Lehraufträge für rumänische Sprache und Landeskunde an der Johann Wolfgang Goethe-Universität Frankfurt am Main sowie von 1993 bis 2003 an der Johannes Gutenberg-Universität Mainz.
Gerhardt Csejka leistete sowohl zur rumäniendeutschen Literatur und Publizistik als auch zum literarischen deutsch-rumänischen Austausch wesentliche Beiträge. 2008 erhielt er für die Übersetzung von Mircea Cărtărescus Roman Die Wissenden sowie für das Gesamtwerk den Übersetzerpreis der Kunststiftung NRW.

## Übertragung
- Mircea Cărtărescu: Der Körper. Mit Ferdinand Leopold. Wien 2011.
- Mircea Cărtărescu: Nostalgia. Berlin 1997.
- Mircea Cărtărescu: Die Wissenden. Wien 2007.
- Ion Creangă: Die Geiß mit den drei Geißlein und andere Tiermärchen. Bukarest 1981.
- Caius Dobrescu: Ode an die freie Unternehmung. Ottensheim an der Donau 2006.
- Mircea Eliade: Der verbotene Wald. Frankfurt am Main [u. a.] 1993.
- Ákos Győrffy: Aus Akutagawas Notizblock. Mit Lajos Adamik. Aachen 2006.
- Wassily Kandinsky: Kandinsky. Bukarest 1980.
- Norman Manea: Oktober, acht Uhr. Mit Ernest Wichner, Paul Schuster und Roland Erb. München 2007.
- Norman Manea: Roboterbiographie. Göttingen 1987.
- Norman Manea: Trennwand. Göttingen 1992.
- Andrei Pleșu: Guardi. Bukarest 1981.
- Traian Pop Traian: Die 53. Woche. Mit Horst Fassel, Edith Konradt, Johann Lippet und Dieter Schlesak. Pop Verlag, Ludwigsburg 2013.
- Traian Pop Traian & Liviu Tulbure: Bleierne Flügel. Mit Horst Fassel, Edith Konradt, Johann Lippet und Dieter Schlesak. Pop Verlag, Ludwigsburg 2017.
- Traian Pop Traian: Absolute Macht. Mit Horst Fassel, Edith Konradt, Johann Lippet und Dieter Schlesak. Pop Verlag, Ludwigsburg 2018.
- Robert Şerban: Feintod. Pop Verlag, Ludwigsburg 2017.
- Robert Şerban: Nah an der Gürtellinie. Pop Verlag, Ludwigsburg 2018.
- Robert Şerban: Ein plötzlich erlöster Glücksritter. Mit Hellmut Seiler. Pop Verlag, Ludwigsburg 2018.
- Daniel Vighi: Fahrplan für die Sixties. Stuttgart 2003.
- Matei Vișniec: ... und was soll mit dem Cello geschehen? Frankfurt am Main [u. a.] 1995.

## Herausgabe
- Anemone Latzina: Tagebuchtage. Berlin 1992.
- Rolf Bossert: Ich steh auf den Treppen des Winds. Schöffling, Frankfurt am Main 2006.
- Vexierspiegel Securitate. Rumäniendeutsche Autoren im Visier des kommunistischen Geheimdienstes. Verlag Friedrich Pustet, Regensburg 2015.

## Auszeichnungen
- 1989: Preis der Henning Kaufmann-Stiftung zur Pflege der Reinheit der deutschen Sprache. Mit Herta Müller, Helmuth Frauendorfer, Klaus Hensel, Johann Lippet, Werner Söllner, William Totok und Richard Wagner.[3]
- 2008: Übersetzerpreis der Kunststiftung NRW
- 2009: Preis der Stadt Münster für Europäische Poesie für die Übertragung von Caius Dobrescus Gedichtbuch Ode an die freie Unternehmung.